# Seznam dílů seriálu Mimoni v Americe
Toto je seznam dílů seriálu Mimoni v Americe. Americký sitcom Mimoni v Americe měl premiéru v letech 2007–2008 na americké stanici The CW.

## Přehled řad
| Řada | Díly | Premiéra v USA | Premiéra v USA  | Premiéra v ČR  | Premiéra v ČR   |
| Řada | Díly | První díl      | Poslední díl    | První díl      | Poslední díl    |
| ---- | ---- | -------------- | --------------- | -------------- | --------------- |
| 1    | 18   | 1. října 2007  | 18. května 2008 | 10. ledna 2010 | 20. března 2010 |

## Seznam dílů
| Č. v seriálu | Původní název              | Český název             | Režie              | Scénář                                             | Premiéra v USA     | Premiéra v ČR   |
| ------------ | -------------------------- | ----------------------- | ------------------ | -------------------------------------------------- | ------------------ | --------------- |
| 1            | Pilot                      | —                       | Luke Greenfield    | David Guarascio a Moses Port                       | 1. října 2007      | 10. ledna 2010  |
| 2            | No Man Is an Island        | Opuštěný ostrov         | Gail Mancuso       | Emily Kapnek                                       | 8. října 2007      | 16. ledna 2010  |
| 3            | Rocket Club                | Klub mladých výzkumníků | Luke Greenfield    | Richard Day                                        | 15. října 2007     | 17. ledna 2010  |
| 4            | The Metamorphosis          | Proměna                 | Michael Zinberg    | Sam Laybourne                                      | 22. října 2007     | 23. ledna 2010  |
| 5            | Help Wanted                | Volné místo             | Linda Mendoza      | Robia Rashid                                       | 29. října 2007     | 24. ledna 2010  |
| 6            | Homecoming                 | Alegorický vůz          | Dennie Gordon      | Michael Glouberman                                 | 5. listopadu 2007  | 6. února 2010   |
| 7            | Purple Heart               | Purpurové srdce         | Fred Savage        | námět: Adam F. Goldberg scénář: Michael Glouberman | 12. listopadu 2007 | 7. února 2010   |
| 8            | My Musky, Myself           | Já, Štika               | Andy Fickman       | Emily Kapnek                                       | 19. listopadu 2007 | 13. února 2010  |
| 9            | Junior Prank               | Školní žertík           | John Fortenberry   | Richard Day                                        | 26. listopadu 2007 | 14. února 2010  |
| 10           | Church                     | Kostel                  | Michael Fresco     | Rob Ulin                                           | 10. prosince 2007  | 20. února 2010  |
| 11           | Mom's Coma                 | Máma v kómatu           | Michael Spiller    | Rob Ulin                                           | 2. března 2008     | 21. února 2010  |
| 12           | Hunting                    | Lov                     | Daisy Mayer        | Robia Rashid                                       | 9. března 2008     | 27. února 2010  |
| 13           | Community Theater          | Amatérské divadlo       | Michael Fresco     | Sam Layborune                                      | 16. března 2008    | 28. února 2010  |
| 14           | One Hundred Thousand Miles | Sto tisíc mil           | Fred Savage        | Richard Day                                        | 23. června 2008    | 6. března 2010  |
| 15           | The Muslim Card            | Muslimská karta         | Linda Mendoza      | Emily Kapnek                                       | 27. června 2008    | 7. března 2010  |
| 16           | Smutty Books               | Nemravné knihy          | Fred Savage        | Rob Ulin                                           | 4. května 2008     | 13. března 2010 |
| 17           | Wake at the Lake           | Obřad u jezera          | Sarah Pia Anderson | Michael Glouberman                                 | 11. května 2008    | 14. března 2010 |
| 18           | Raja at Sixteen            | Sladkých šestnáct       | Fred Savage        | Richard Day                                        | 18. května 2008    | 20. března 2010 |